# Trzęsienie ziemi w El Asnam (1980)
Trzęsienie ziemi w El Asnam (1980) – trzęsienie ziemi o sile 7,3 stopni w skali Richtera, które nastąpiło 10 października 1980 roku o godzinie 13:30 czasu lokalnego, w algierskim mieście El Asnam (obecnie miasto nosi nazwę Szalif). W jego wyniku, śmierć poniosły 2633 osoby, a rannych zostało ponad 9000 osób.
Wstrząs główny miał siłę 7,3 stopnia w skali Richtera i wystąpił o godzinie 13:30. Trzy godziny po pierwszym wstrząsie, doszło do kolejnego o sile 6,3 stopnia w skali Richtera.
W wyniku trzęsienie ziemi, całkowitemu zniszczeniu uległy m.in.: główny szpital, główny meczet, dom towarowy, szkoła dla dziewcząt, największy hotel w mieście oraz dwa osiedla mieszkaniowe. Liczba rannych była tak duża, że rannych transportowano do szpitali w odległym Algierze oraz Oranie. Bez dachu nad głową pozostało ponad 300 tysięcy okolicznych mieszkańców.
Trzęsienie ziemi z 1980 roku jest największą pod względem liczby ofiar katastrofą do jakiej doszło na terenie Algierii oraz drugim trzęsieniem ziemi do jakiego doszło w mieście El Asnam. Pierwsze trzęsienie nawiedziło miasto w 1954 roku i zginęło wówczas 1657 osób.